# Liste der Deutschen Meister im Rennrodeln
Die Liste der Deutschen Meister im Rennrodeln enthält – wenn bekannt – alle Deutschen Meister im Rennrodeln sowie soweit nachvollziehbar die Zweit- und Drittplatzierten in den Disziplinen Einsitzer der Männer und Frauen sowie Doppelsitzer.
Deutsche Meisterschaften im Rennrodeln werden seit 1912, einem Jahr nach Gründung des Deutschen Rodelbundes, ausgetragen. Nachvollziehbare zeitgenössische Presseberichte widersprechen zum Teil, vor allem in den frühen Jahren, den Angaben auf der Webseite des Bob- und Schlittenverbandes für Deutschland. Noch bis weit in die 1920er Jahre waren die Meisterschaften für Deutsche, Deutschösterreicher und Auslandsdeutsche (vor allem aus den Sudeten), die einem deutschen Sportverein angehörten, offen. Überhaupt hatten die deutschen Meisterschaften wie auch die anderen Meisterschaften der Zeit, ob National oder Regional, eher den Charakter Offener Meisterschaften. So wurde etwa 1920 mit John Dewiel ein in Deutschland beziehungsweise der Schweiz lebender Schwede deutscher Meister.
1911 wurden der Deutsche Bobsleigh Verband (DBV) und der Deutsche Rodelbund (DRB) gegründet, die 1920 wieder gegründet wurden. 1937 wurde der DRB dem DBV unterstellt, 1938 fusionierten die Verbände. 1926 bis 1929 sowie 1931 wurden Meisterschaften auf jeweils künstlich errichteten (Kunstbahn) sowie auf natürlichen Bahnen (Naturbahn) ausgefahren. Die zwischen 1923 und 1937 ausgetragenen Meisterschaften der Sudeten sowie die zwischen 1951 und 1989 ausgetragenen DDR-Meisterschaften finden sich in der separaten Listen. 1955 gab es neben der DDR-Meisterschaft zudem eine (hier aufgeführte) Gesamtdeutsche Meisterschaft, zu der beide Staaten je 14 Starter entsandten und die von den DDR-Startern dominiert wurden. 1973 wurden in Schlehdorf letztmals Meisterschaften auf einer saisonal errichteten Rodelbahn ausgetragen, seitdem fanden die Wettbewerbe nur noch auf Kunsteisbahnen statt.
- 1921: 13. Februar: „Neue Schlesische Baude“ (2700 m) am Zackenfallberg bei Schreiberhau (Naturbahn)[5]
- 1923: 28. Januar: „Albert-Kubisch-Sportbahn“ in Krummhübel
- 1924: 26. Januar[6]
- 1926: 17. Januar: „Neue Schlesische Baude“ am Zackenfallberg bei Schreiberhau, 2700 m lange Naturbahn; 30./31. Januar: Titisee Kunstbahn[7]
  - 2. Februar am Triberg bei Titisee (1500 m)
- 1927: 29. Januar auf Kunstbahn in Schierke, 2000 m[8]; 31. Januar: Hahnenklee-Bockswiese Naturbahn, zwei mal 1400 m[9]
- 1931: verschoben vom 11. Januar auf den 1. Februar[10]; dafür Verlängerung der Kunstbahn um 300 m[11]
- 1940: Kunstbahn am Jeschken auf dem Jeschken bei Reichenberg[12]
- 1961: wegen Tauwetters von Hahnenklee-Bockswiese (Goslar)[13] nach Königssee (Schönau) verschoben[14]

## Männer Einsitzer
| Naturbahn | Kunstbahn/ Natureisbahn | Kunsteisbahn |
| --------- | ----------------------- | ------------ |

| Datum                         | Ort                    | Meister                                             | Vizemeister                                   | Dritter                                       |
| ----------------------------- | ---------------------- | --------------------------------------------------- | --------------------------------------------- | --------------------------------------------- |
| 1912                          | Ilmenau                | Artur von Osterroth (Rochlitz)                      | Oskar Jäger (Friedrichroda)                   | Josef Altmann (Reichenberg)                   |
| 1913                          | Oberaudorf             | Hans Gfäller (Oberaudorf)                           | Sebastian Berger (Oberaudorf)                 | Georg Seebacher (Brannenburg)                 |
| 1914                          | Bad Sachsa             | Wilhelm Raupach (Schreiberhau)                      | Gerhard Adolph (Schreiberhau)                 | Artur von Osterroth (Ilmenau)                 |
| 1915 bis 1919 kein Wettbewerb |                        |                                                     |                                               |                                               |
| 1920                          | Ilmenau                | John Dewiel (SWE, Davos)                            | Artur von Osterroth (Koblenz)                 | Rudolf Aschermann (Ilmenau)                   |
| 1921                          | Schreiberhau           | Wilhelm Adolf (Schreiberhau)                        | Richard Simm (Tiefenbach)                     | Rudolf Kauschka (DAV Reichenberg)             |
| 1922                          | Braunlage              | Rudolf Kauschka (DAV Reichenberg)                   | Richard Simm (Deschendorf)                    | Georg Seebacher (Oberaudorf)                  |
| 1923                          | Krummhübel             | Arthur Strasser (Gablonz)                           | Willi Händler (Brückenberg)                   |                                               |
| 1924                          | Oybin                  | Heinrich Breiter (Brückenberg)                      |                                               |                                               |
| 1925                          | Titisee                | Willi Händler (Brückenberg)                         | Robert Liebig (Krummhübel)                    | Seebacher (Oberaudorf)                        |
| 1926                          | Schreiberhau           | Gustav Haase (Brückenberg)                          | Willi Händler (Brückenberg)                   |                                               |
| 1926                          | Titisee                | Vinzenz Preiner (Semmering)                         | Karl Horn (Oberwesel)                         | Ferdinand Langer (Mödling)                    |
| 1927                          | Schierke               | Robert Liebig (Schreiberhau)                        | Richard Feist (Flinsberg)                     | Hugo Pfaue (Schierke)                         |
| 1927                          | Hahnenklee             | Willi Händler (Brückenberg)                         | Pohl (Schreiberhau)                           | Gustav Haase (Brückenberg)                    |
| 1928                          | Friedrichroda          | Robert Liebig (Schreiberhau)                        |                                               |                                               |
| 1928                          | Schliersee             | Kurt Wagner (Schreiberhau)                          |                                               |                                               |
| 1929                          | Krummhübel             | Heinrich Breiter (Brückenberg)                      |                                               |                                               |
| 1929                          | Oybin                  | Walter Feist (Flinsberg)                            |                                               |                                               |
| 1930                          | Bad Harzburg           | Martin Tietze (Brückenberg)                         |                                               |                                               |
| 1930                          | Friedrichroda          | Wettbewerb witterungsbedingt ausgefallen            | Wettbewerb witterungsbedingt ausgefallen      | Wettbewerb witterungsbedingt ausgefallen      |
| 1931                          | Triberg                | Fritz Preissler (Rodelgilde „Jeschken“ Reichenberg) |                                               |                                               |
| 1931                          | Wiesbaden, Hohe Wurzel | Martin Tietze (Brückenberg)                         |                                               |                                               |
| 1932                          | Bad Tölz               | Walter Feist (Flinsberg)                            |                                               |                                               |
| 1932                          | Schreiberhau           | Kurt Weidner (Brückenberg)                          |                                               |                                               |
| 1933                          | Schreiberhau           | Kurt Weidner (Brückenberg)                          |                                               |                                               |
| 1934                          | Krummhübel             | Martin Tietze (Brückenberg)                         |                                               |                                               |
| 1935                          | Schreiberhau           | Fritz Preissler (Rodelgilde „Jeschken“ Reichenberg) |                                               |                                               |
| 1936                          |                        | Wettbewerb ausgefallen                              | Wettbewerb ausgefallen                        | Wettbewerb ausgefallen                        |
| 1937                          | Oybin                  | Walter Kluge (Bad Flinsberg)                        |                                               |                                               |
| 1938                          | Brückenberg            | Martin Tietze (Brückenberg)                         |                                               |                                               |
| 1939                          |                        | Wettbewerb ausgefallen                              | Wettbewerb ausgefallen                        | Wettbewerb ausgefallen                        |
| 1940                          | Reichenberg            | Fritz Preissler (Rodelgilde „Jeschken“ Reichenberg) |                                               |                                               |
| 1941                          | Innsbruck-Igls         | Albert Kraus (Rodelgilde „Jeschken“ Reichenberg)    | Walter Feist (Bad Flinsberg)                  | Martin Tietze (Brückenberg)                   |
| 1942 bis 1948 kein Wettbewerb |                        |                                                     |                                               |                                               |
| 1949                          | Garmisch-Partenkirchen | Rudolf Maschke (Garmisch-Partenkirchen)             |                                               |                                               |
| 1950                          | Garmisch-Partenkirchen | Albert Kraus (Hahnenklee)                           |                                               |                                               |
| 1951                          | Hahnenklee             | Albert Kraus (Hahnenklee)                           |                                               |                                               |
| 1952                          | Hahnenklee             | Hans Meyer (Hahnenklee)                             |                                               |                                               |
| 1953                          | Schliersee             | Fritz Nachmann (Rottach-Egern)                      |                                               |                                               |
| 1954                          | Triberg                | Siegfried Jordan (Hahnenklee)                       |                                               |                                               |
| 1955                          | Oberhof                | Walter Feist (Ilsenburg)                            |                                               |                                               |
| 1956                          | Hahnenklee             | Josef Lenz (WSV Königssee)                          | Günter Schneider (BSG Medizin Friedrichroda)  | Rudolf Ginzkey (Erfurt)                       |
| 1957                          | Garmisch-Partenkirchen | Fritz Nachmann (Rottach-Egern)                      |                                               |                                               |
| 1958                          | Triberg                | Helmut Berndt (Seesen)                              | Fritz Nachmann (Rottach-Egern)                | Josef Lenz (WSV Königssee)                    |
| 1959                          | Triberg                | Hans Plenk (RC Berchtesgaden)                       |                                               |                                               |
| 1960                          | Garmisch-Partenkirchen | Fritz Nachmann (Rottach-Egern)                      |                                               |                                               |
| 1961                          | Königssee              | Hans Plenk (RC Berchtesgaden)                       |                                               |                                               |
| 1962                          | Königssee              | Josef Lenz (WSV Königssee)                          |                                               |                                               |
| 1963                          | Hahnenklee             | Hans Plenk (RC Berchtesgaden)                       |                                               |                                               |
| 1964                          | Königssee              | Hans Plenk (RC Berchtesgaden)                       |                                               |                                               |
| 1965                          | Hahnenklee             | Wolfgang Winkler (Rottach-Egern)                    |                                               |                                               |
| 1966                          | Königssee              | Leonhard Nagenrauft (RC Berchtesgaden)              |                                               |                                               |
| 1967                          | Königssee              | Leonhard Nagenrauft (RC Berchtesgaden)              |                                               |                                               |
| 1968                          | Hahnenklee             | Hans Plenk (RC Berchtesgaden)                       |                                               |                                               |
| 1969                          | Königssee              | Leonhard Nagenrauft (RC Berchtesgaden)              |                                               |                                               |
| 1970                          | Hahnenklee             | Hans Wimmer (RC Berchtesgaden)                      |                                               |                                               |
| 1971                          | Schlehdorf             | Josef Fendt (RC Berchtesgaden)                      |                                               |                                               |
| 1972                          | Königssee              | Josef Fendt (RC Berchtesgaden)                      |                                               |                                               |
| 1973                          | Schlehdorf             | Leonhard Nagenrauft (RC Berchtesgaden)              |                                               |                                               |
| 1974                          | Königssee              | Josef Fendt (RC Berchtesgaden)                      |                                               |                                               |
| 1975                          | Königssee              | Josef Fendt (RC Berchtesgaden)                      |                                               |                                               |
| 1976                          | Königssee              | Anton Winkler (RC Berchtesgaden)                    |                                               |                                               |
| 1977                          | Königssee              | Gerhard Böhmer (WSV Königssee)                      |                                               |                                               |
| 1978                          | Königssee              | Gerhard Böhmer (WSV Königssee)                      |                                               |                                               |
| 1979                          | Königssee              | Gerhard Böhmer (WSV Königssee)                      |                                               |                                               |
| 1980                          | Königssee              | Anton Winkler (RC Berchtesgaden)                    | Thomas Rzeznizok (RC Berchtesgaden)           | Gerhard Böhmer (WSV Königssee)                |
| 1981                          | Winterberg             | Thomas Rzeznizok (RC Berchtesgaden)                 |                                               |                                               |
| 1982                          | Königssee              | Johannes Schettel (BRC Dortmund)                    |                                               |                                               |
| 1983                          | Winterberg             | Johannes Schettel (BRC Dortmund)                    | Thomas Rzeznizok (RC Berchtesgaden)           | Stefan Fischer (RC Berchtesgaden)             |
| 1984                          | Königssee              | Thomas Rzeznizok (RC Berchtesgaden)                 |                                               |                                               |
| 1985                          | Winterberg             | Johannes Schettel (BRC Dortmund)                    | Thomas Rzeznizok (RC Berchtesgaden)           | Stefan Fischer (RC Berchtesgaden)             |
| 1986                          | Königssee              | Johannes Schettel (BRC Dortmund)                    | Georg Hackl (RC Berchtesgaden)                | Max Burghartswieser (RC Berchtesgaden)        |
| 1987                          | Winterberg             | Georg Hackl (RC Berchtesgaden)                      | Johannes Schettel (BRC Dortmund)              | Norbert Rosenberger (RC Berchtesgaden)        |
| 1988                          | Königssee              | Georg Hackl (RC Berchtesgaden)                      | Johannes Schettel (BRC Dortmund)              | Thomas Schwab (RC Berchtesgaden)              |
| 1989                          | Winterberg             | Georg Hackl (RC Berchtesgaden)                      | Johannes Schettel (BRC Dortmund)              | Max Burghartswieser (RC Berchtesgaden)        |
| 1990                          | Winterberg             | Georg Hackl (RC Berchtesgaden)                      | Johannes Schettel (BRC Dortmund)              | Max Burghartswieser (RC Berchtesgaden)        |
| 1991                          | Königssee              | Georg Hackl (RC Berchtesgaden)                      | René Friedl (Oberhof)                         | Jens Müller (BSR Rennsteig Oberhof)           |
| 1992                          | Winterberg             | Karsten Albert (WSV Oberhof)                        | Georg Hackl (RC Berchtesgaden)                | René Friedl (Oberhof)                         |
| 1993                          | Oberhof                | Jens Müller (BSR Rennsteig Oberhof)                 | René Friedl (Oberhof)                         | Stefan Krauße (BSR Rennsteig Oberhof)         |
| 1994                          | Königssee              | Georg Hackl (RC Berchtesgaden)                      | Jens Müller (BSR Rennsteig Oberhof)           | René Friedl (Oberhof)                         |
| 1995                          | Winterberg             | Georg Hackl (RC Berchtesgaden)                      | Jens Müller (BSR Rennsteig Oberhof)           | Karsten Albert (WSV Oberhof)                  |
| 1996                          | Altenberg              | Georg Hackl (RC Berchtesgaden)                      | Jens Müller (BSR Rennsteig Oberhof)           | Alexander Bau (Oberwiesenthal)                |
| 1997                          | Winterberg             | Georg Hackl (RC Berchtesgaden)                      | Jens Müller (BSR Rennsteig Oberhof)           | Alexander Bau (Oberwiesenthal)                |
| 1998                          | Oberhof                | Jens Müller (BSR Rennsteig Oberhof)                 | Karsten Albert (WSV Oberhof)                  | Georg Hackl (RC Berchtesgaden)                |
| 1999                          | Königssee              | Georg Hackl (RC Berchtesgaden)                      | Jens Müller (BSR Rennsteig Oberhof)           | Robert Fegg (WSV Königssee)                   |
| 2000                          | Oberhof                | Georg Hackl (RC Berchtesgaden)                      | Jens Müller (BSR Rennsteig Oberhof)           | Jan Eichhorn (BSR Rennsteig Oberhof)          |
| 2001                          | Königssee              | Georg Hackl (RC Berchtesgaden)                      | Robert Fegg (WSV Königssee)                   | Denis Geppert (WSC Erzgebirge Oberwiesenthal) |
| 2002                          | Altenberg              | Georg Hackl (RC Berchtesgaden)                      | Denis Geppert (WSC Erzgebirge Oberwiesenthal) | Jan Eichhorn (BSR Rennsteig Oberhof)          |
| 2003                          | Winterberg             | Georg Hackl (RC Berchtesgaden)                      | David Möller (BSR Rennsteig Oberhof)          | Jan Eichhorn (BSR Rennsteig Oberhof)          |
| 2004                          | Oberhof                | Jan Eichhorn (BSR Rennsteig Oberhof)                | David Möller (BSR Rennsteig Oberhof)          | Karsten Albert (WSV Oberhof)                  |
| 2005                          | Königssee              | Georg Hackl (RC Berchtesgaden)                      | David Möller (BSR Rennsteig Oberhof)          | Jan Eichhorn (BSR Rennsteig Oberhof)          |
| 2006                          | Oberhof                | David Möller (BSR Rennsteig Oberhof)                | Denis Geppert (WSC Erzgebirge Oberwiesenthal) | Robert Eschrich (BSR Rennsteig Oberhof)       |
| 2007                          | Altenberg              | David Möller (RRV Sonneberg/Schalkau)               | Denis Geppert (WSC Erzgebirge Oberwiesenthal) | Jan Eichhorn (BSR Rennsteig Oberhof)          |
| 2008                          | Oberhof                | David Möller (RRV Sonneberg/Schalkau)               | Jan Eichhorn (BSR Rennsteig Oberhof)          | Felix Loch (RC Berchtesgaden)                 |
| 2009                          | Königssee              | Felix Loch (RC Berchtesgaden)                       | Andi Langenhan (RC Zella-Mehlis)              | David Möller (RRV Sonneberg/Schalkau)         |
| 2010                          | Winterberg             | Felix Loch (RC Berchtesgaden)                       | David Möller (RRV Sonneberg/Schalkau)         | Jan Eichhorn (BSR Rennsteig Oberhof)          |
| 2011                          | Oberhof                | Jan Eichhorn (BSR Rennsteig Oberhof)                | David Möller (RRV Sonneberg/Schalkau)         | Andi Langenhan (RC Zella-Mehlis)              |
| 2012                          | Altenberg              | Felix Loch (RC Berchtesgaden)                       | Jan Eichhorn (BSR Rennsteig Oberhof)          | David Möller (RRV Sonneberg/Schalkau)         |
| 2013                          | Königssee              | David Möller (RRV Sonneberg/Schalkau)               | Andi Langenhan (RC Zella-Mehlis)              | Johannes Ludwig (BSR Oberhof)                 |
| 2014                          | Winterberg             | Felix Loch (RC Berchtesgaden)                       | David Möller (RRV Sonneberg/Schalkau)         | Julian von Schleinitz (WSV Königssee)         |
| 2015                          | Oberhof                | Andi Langenhan (RC Zella-Mehlis)                    | Ralf Palik (WSC Erzgebirge Oberwiesenthal)    | Julian von Schleinitz (WSV Königssee)         |
| 2016                          | Königssee              | Felix Loch (RC Berchtesgaden)                       | Ralf Palik (WSC Erzgebirge Oberwiesenthal)    | Johannes Ludwig (BSR Oberhof)                 |
| 2017                          | Altenberg              | Andi Langenhan (RC Zella-Mehlis)                    | Johannes Ludwig (BSR Oberhof)                 | Felix Loch (RC Berchtesgaden)                 |
| 2018                          | Winterberg             | Felix Loch (RC Berchtesgaden)                       | Chris Eißler (ESV Lok Zwickau)                | Sebastian Bley (RT Suhl)                      |
| 2019                          | Oberhof                | Johannes Ludwig (BSR Oberhof)                       | Sebastian Bley (RT Suhl)                      | Felix Loch (RC Berchtesgaden)                 |
| 2020                          | Königssee              | Felix Loch (RC Berchtesgaden)                       | Johannes Ludwig (BSR Oberhof)                 | Max Langenhan (BRC 05 Friedrichroda)          |
| 2021                          | Altenberg              | Johannes Ludwig (BSR Oberhof)                       | Max Langenhan (BRC 05 Friedrichroda)          | Chris Eißler (ESV Lok Zwickau)                |
| 2022                          | Oberhof                | Felix Loch (RC Berchtesgaden)                       | Max Langenhan (BRC 05 Friedrichroda)          | Timon Grancagnolo (ESV Lok Zwickau)           |

## Frauen Einsitzer
| Naturbahn | Kunstbahn/ Natureisbahn | Kunsteisbahn |
| --------- | ----------------------- | ------------ |

| Datum                         | Ort                    | Meisterin                                        | Vizemeisterin                                    | Dritte                                           |
| ----------------------------- | ---------------------- | ------------------------------------------------ | ------------------------------------------------ | ------------------------------------------------ |
| 1912                          | Ilmenau                | Wiesel                                           |                                                  |                                                  |
| 1913 bis 1921 kein Wettbewerb |                        |                                                  |                                                  |                                                  |
| 1922                          | Braunlage              | Ullrich (Braunlage)                              |                                                  |                                                  |
| 1923                          | Krummhübel             | Hilde Soukup (Gablonz)                           |                                                  |                                                  |
| 1924                          | Oybin                  | Hedwig Schmidt (Oybin)                           |                                                  |                                                  |
| 1925                          | Titisee                | Grete Keßler (Anninger Rodelverein Mödling)      | Ina Langer (Anninger Rodelverein Mödling)        | Minna Ott (Triberg)                              |
| 1926                          | Schreiberhau           | Meta Hagemann (Brückenberg)                      | Krause (Schreiberhau)                            |                                                  |
| 1926                          | Titisee                | Sofia Scherer (Titisee)                          | Ida Winterhalder (Titisee)                       | Hedwig Braitsch (Triberg)                        |
| 1927                          | Schierke               | Meta Hagemann (Brückenberg)                      | Elli Winkler (Schierke)                          | Margarethe Pfaue (Schierke)                      |
| 1927                          | Hahnenklee             | Meta Hagemann (Brückenberg)                      | Elli Winkler (Schierke)                          | Margarethe Pfaue (Schierke)                      |
| 1928                          | Friedrichroda          | Meta Hagemann (Brückenberg)                      |                                                  | Gertrud Miethner                                 |
| 1928                          | Schliersee             | Fanni Altendorfer (Oberaudorf)                   |                                                  |                                                  |
| 1929                          | Krummhübel             | Helene Hampel (Krummhübel)                       |                                                  |                                                  |
| 1929                          | Oybin                  | Elli Winkler (Schierke)                          |                                                  |                                                  |
| 1930                          | Bad Harzburg           | Elli Winkler (Schierke)                          |                                                  |                                                  |
| 1930                          | Friedrichroda          | Wettbewerb witterungsbedingt ausgefallen         | Wettbewerb witterungsbedingt ausgefallen         | Wettbewerb witterungsbedingt ausgefallen         |
| 1931                          | Triberg                | Elli Winkler (Schierke)                          |                                                  | Vera Tottleben (Friedrichroda)                   |
| 1931                          | Wiesbaden, Hohe Wurzel | Elli Winkler (Schierke)                          |                                                  |                                                  |
| 1932                          | Bad Tölz               | Liesl Antretter (Schliersee)                     |                                                  |                                                  |
| 1933                          | Schreiberhau           | Milli Erben (Brückenberg)                        |                                                  |                                                  |
| 1934                          | Krummhübel             | Milli Erben (Brückenberg)                        |                                                  |                                                  |
| 1935                          | Schreiberhau           | Hanni Fink (Morchenstern)                        |                                                  |                                                  |
| 1936                          |                        | Wettbewerb ausgefallen                           | Wettbewerb ausgefallen                           | Wettbewerb ausgefallen                           |
| 1937                          | Oybin                  | Friedel Tietze (Brückenberg)                     |                                                  |                                                  |
| 1938                          | Brückenberg            | Friedel Tietze (Brückenberg)                     |                                                  |                                                  |
| 1939                          |                        | Wettbewerb ausgefallen                           | Wettbewerb ausgefallen                           | Wettbewerb ausgefallen                           |
| 1940                          | Reichenberg            | Friedel Tietze (Brückenberg)                     |                                                  |                                                  |
| 1941                          | Innsbruck-Igls         | Grete Haid (Semmering)                           | Erika Schiller                                   | Hanni Fink (NSRL Morchenstern)                   |
| 1942 bis 1948 kein Wettbewerb |                        |                                                  |                                                  |                                                  |
| 1949                          | Garmisch-Partenkirchen | Wettbewerb ausgefallen                           | Wettbewerb ausgefallen                           | Wettbewerb ausgefallen                           |
| 1950                          | Garmisch-Partenkirchen | Liesa Seewald (Österreich)                       |                                                  |                                                  |
| 1951                          | Hahnenklee             | Liesa Seewald (Österreich)                       |                                                  |                                                  |
| 1952                          | Hahnenklee             | Maria Isser (Österreich)                         |                                                  |                                                  |
| 1953                          | Schliersee             | Minna Blüml (Schliersee)                         |                                                  |                                                  |
| 1954                          | Triberg                | Minna Blüml (Schliersee)                         | S. Bergmann (WSV Braunlage)                      |                                                  |
| 1955                          | Oberhof                | Lieselotte Vater (Tambach-Dietharz)              | Christa Michaelis (BSG Medizin Friedrichroda)    |                                                  |
| 1956                          | Hahnenklee             | Ursula Anhut (SC Motor Zella-Mehlis)             | Christel Michaelis (BSG Medizin Friedrichroda)   | Lieselotte Vater (BSG Motor Tambach-Dietharz)    |
| 1957                          | Garmisch-Partenkirchen | Maria Isser (Österreich)                         |                                                  |                                                  |
| 1958                          | Triberg                | Ellen Lemm (Hahnenklee)                          |                                                  |                                                  |
| 1959                          | Triberg                | Renate Reiter (Schliersee)                       |                                                  |                                                  |
| 1960                          | Garmisch-Partenkirchen | Minna Blüml (Schliersee)                         |                                                  |                                                  |
| 1961                          | Königssee              | Gertraud Beer (WSV Königssee)                    |                                                  |                                                  |
| 1962                          | Königssee              | Gertraud Beer (WSV Königssee)                    |                                                  |                                                  |
| 1963                          | Hahnenklee             | Lucie Hackelsperger (Schliersee)                 |                                                  |                                                  |
| 1964                          | Königssee              | Minna Blüml (Schliersee)                         |                                                  |                                                  |
| 1965                          | Hahnenklee             | Gertraud Beer (WSV Königssee)                    |                                                  |                                                  |
| 1966                          | Königssee              | Christa Schmuck (RC Berchtesgaden)               |                                                  |                                                  |
| 1967                          | Königssee              | Angelika Dünhaupt (Wolfsburg)                    |                                                  |                                                  |
| 1968                          | Hahnenklee             | Christa Schmuck (RC Berchtesgaden)               |                                                  |                                                  |
| 1969                          | Königssee              | Christa Schmuck (RC Berchtesgaden)               |                                                  |                                                  |
| 1970                          | Hahnenklee             | Christa Schmuck (RC Berchtesgaden)               |                                                  |                                                  |
| 1971                          | Schlehdorf             | Elisabeth Demleitner (SV Schlehdorf)             |                                                  |                                                  |
| 1972                          | Königssee              | Elisabeth Demleitner (SV Schlehdorf)             |                                                  |                                                  |
| 1973                          | Schlehdorf             | Elisabeth Demleitner (SV Schlehdorf)             |                                                  |                                                  |
| 1974                          | Königssee              | Elisabeth Demleitner (SV Schlehdorf)             |                                                  |                                                  |
| 1975                          | Königssee              | Elisabeth Demleitner (SV Schlehdorf)             |                                                  |                                                  |
| 1976                          | Königssee              | Elisabeth Demleitner (SV Schlehdorf)             |                                                  |                                                  |
| 1977                          | Königssee              | Andrea Fendt (RC Berchtesgaden)                  |                                                  |                                                  |
| 1978                          | Königssee              | Andrea Fendt (RC Berchtesgaden)                  |                                                  |                                                  |
| 1979                          | Königssee              | Andrea Fendt (RC Berchtesgaden)                  |                                                  |                                                  |
| 1980                          | Königssee              | Elke Djan (RC Berchtesgaden)                     | Amanda Pfeifer (Gras-Ellenbach)                  | Wittig (WSV Königssee)                           |
| 1981                          | Winterberg             | Elke Djan (RC Berchtesgaden)                     |                                                  |                                                  |
| 1982                          | Königssee              | Constanze Zeitz (WSV Königssee)                  |                                                  |                                                  |
| 1983                          | Winterberg             | Constanze Zeitz (WSV Königssee)                  | Elke Djan (RC Berchtesgaden)                     | Veronika Verheyen (Hallenberg)                   |
| 1984                          | Königssee              | Andrea Hatle (RC Berchtesgaden)                  |                                                  |                                                  |
| 1985                          | Winterberg             | Andrea Hatle (RC Berchtesgaden)                  | Veronika Verheyen (Hallenberg)                   | Bianca Schneider (Hallenberg)                    |
| 1986                          | Königssee              | Veronika Bilgeri (SC Gaißach)                    | Kerstin Langkopf (Hallenberg)                    | Ursula Frunske (Lauenstein)                      |
| 1987                          | Winterberg             | Veronika Bilgeri (SC Gaißach)                    | Kerstin Langkopf (Hallenberg)                    | Bianca Schneider (Hallenberg)                    |
| 1988                          | Königssee              | Veronika Bilgeri (SC Gaißach)                    | Bianca Schneider (Hallenberg)                    | Helga Krimplstötter (Schliersee)                 |
| 1989                          | Winterberg             | Kerstin Langkopf (Hallenberg)                    | Margit Paar (WSV Königssee)                      | Bianca Schneider (Hallenberg)                    |
| 1990                          | Winterberg             | Jana Bode (BSC Winterberg)                       | Kerstin Langkopf (Hallenberg)                    | Margit Paar (WSV Königssee)                      |
| 1991                          | Königssee              | Jana Bode (BSC Winterberg)                       | Gabriele Kohlisch (Oberwiesenthaler SV)          | Silke Kraushaar (BSR Rennsteig Oberhof)          |
| 1992                          | Winterberg             | Gabriele Kohlisch (Oberwiesenthaler SV)          | Susi Erdmann (WSV Königssee)                     | Sylke Otto (WSC Erzgebirge Oberwiesenthal)       |
| 1993                          | Oberhof                | Gabriele Kohlisch (Oberwiesenthaler SV)          | Sylke Otto (WSC Erzgebirge Oberwiesenthal)       | Silke Kraushaar (BSR Rennsteig Oberhof)          |
| 1994                          | Königssee              | Jana Bode (BSC Winterberg)                       | Susi Erdmann (WSV Königssee)                     | Gabriele Kohlisch (Oberwiesenthaler SV)          |
| 1995                          | Winterberg             | Gabriele Kohlisch (Oberwiesenthaler SV)          | Sylke Otto (WSC Erzgebirge Oberwiesenthal)       | Sandra Prokoff (BSC Winterberg)                  |
| 1996                          | Altenberg              | Jana Bode (BSC Winterberg)                       | Silke Kraushaar (BSR Rennsteig Oberhof)          | Susi Erdmann (WSV Königssee)                     |
| 1997                          | Winterberg             | Susi Erdmann (WSV Königssee)                     | Jana Bode (BSC Winterberg)                       | Silke Kraushaar (BSR Rennsteig Oberhof)          |
| 1998                          | Oberhof                | Silke Kraushaar (BSR Rennsteig Oberhof)          | Jana Bode (BSC Winterberg)                       | Susi Erdmann (WSV Königssee)                     |
| 1999                          | Königssee              | Barbara Niedernhuber (WSV Königssee)             | Sylke Otto (WSC Erzgebirge Oberwiesenthal)       | Silke Kraushaar (BSR Rennsteig Oberhof)          |
| 2000                          | Oberhof                | Silke Kraushaar (BSR Rennsteig Oberhof)          | Sylke Otto (WSC Erzgebirge Oberwiesenthal)       | Gabi Bender (WSV Königssee)                      |
| 2001                          | Königssee              | Silke Kraushaar (BSR Rennsteig Oberhof)          | Barbara Niedernhuber (WSV Königssee)             | Sonja Wiedemann (SG Hausham)                     |
| 2002                          | Altenberg              | Silke Kraushaar (BSR Rennsteig Oberhof)          | Sylke Otto (WSC Erzgebirge Oberwiesenthal)       | Anke Wischnewski (WSC Erzgebirge Oberwiesenthal) |
| 2003                          | Winterberg             | Sylke Otto (WSC Erzgebirge Oberwiesenthal)       | Silke Kraushaar (BSR Rennsteig Oberhof)          | Barbara Niedernhuber (WSV Königssee)             |
| 2004                          | Oberhof                | Silke Kraushaar (BSR Rennsteig Oberhof)          | Tatjana Hüfner (WSC Erzgebirge Oberwiesenthal)   | Sylke Otto (WSC Erzgebirge Oberwiesenthal)       |
| 2005                          | Königssee              | Silke Kraushaar (BSR Rennsteig Oberhof)          | Barbara Niedernhuber (WSV Königssee)             | Anja Eberhardt (BSR Rennsteig Oberhof)           |
| 2006                          | Oberhof                | Sylke Otto (WSC Erzgebirge Oberwiesenthal)       | Silke Kraushaar (BSR Rennsteig Oberhof)          | Barbara Niedernhuber (WSV Königssee)             |
| 2007                          | Altenberg              | Sylke Otto (WSC Erzgebirge Oberwiesenthal)       | Tatjana Hüfner (WSC Erzgebirge Oberwiesenthal)   | Silke Kraushaar-Pielach (BSR Rennsteig Oberhof)  |
| 2008                          | Oberhof                | Natalie Geisenberger (ASV Miesbach)              | Silke Kraushaar-Pielach (BSR Rennsteig Oberhof)  | Tatjana Hüfner (WSC Erzgebirge Oberwiesenthal)   |
| 2009                          | Königssee              | Tatjana Hüfner (WSC Erzgebirge Oberwiesenthal)   | Natalie Geisenberger (ASV Miesbach)              | Stefanie Sieger (WSV Königssee)                  |
| 2010                          | Winterberg             | Anke Wischnewski (WSC Erzgebirge Oberwiesenthal) | Natalie Geisenberger (ASV Miesbach)              | Tatjana Hüfner (WSC Erzgebirge Oberwiesenthal)   |
| 2011                          | Oberhof                | Natalie Geisenberger (ASV Miesbach)              | Tatjana Hüfner (WSC Erzgebirge Oberwiesenthal)   | Anke Wischnewski (WSC Erzgebirge Oberwiesenthal) |
| 2012                          | Altenberg              | Tatjana Hüfner (BRC 05 Friedrichroda)            | Carina Schwab (RC Berchtesgaden)                 | Dajana Eitberger (RC Ilmenau)                    |
| 2013                          | Königssee              | Natalie Geisenberger (ASV Miesbach)              | Anke Wischnewski (WSC Erzgebirge Oberwiesenthal) | Aileen Frisch (SSV Altenberg)                    |
| 2014                          | Winterberg             | Tatjana Hüfner (BRC 05 Friedrichroda)            | Anke Wischnewski (WSC Erzgebirge Oberwiesenthal) | Dajana Eitberger (RC Ilmenau)                    |
| 2015                          | Oberhof                | Tatjana Hüfner (BRC 05 Friedrichroda)            | Natalie Geisenberger (ASV Miesbach)              | Dajana Eitberger (RC Ilmenau)                    |
| 2016                          | Königssee              | Natalie Geisenberger (ASV Miesbach)              | Tatjana Hüfner (BRC 05 Friedrichroda)            | Lisa Völker (SV Bad Feilnbach)                   |
| 2017                          | Altenberg              | Natalie Geisenberger (ASV Miesbach)              | Jessica Tiebel (RRC Altenberg)                   | Dajana Eitberger (RC Ilmenau)                    |
| 2018                          | Winterberg             | Natalie Geisenberger (ASV Miesbach)              | Tatjana Hüfner (RC Blankenburg)                  | Julia Taubitz (WSC Erzgebirge Oberwiesenthal)    |
| 2019                          | Oberhof                | Julia Taubitz (WSC Erzgebirge Oberwiesenthal)    | Anna Berreiter (RC Berchtesgaden)                | Jessica Tiebel (RRC Altenberg)                   |
| 2020                          | Königssee              | Natalie Geisenberger (ASV Miesbach)              | Julia Taubitz (WSC Erzgebirge Oberwiesenthal)    | Dajana Eitberger (RC Ilmenau)                    |
| 2021                          | Altenberg              | Julia Taubitz (WSC Erzgebirge Oberwiesenthal)    | Anna Berreiter (RC Berchtesgaden)                | Jessica Degenhardt (RRC Altenberg)               |
| 2022                          | Oberhof                | Anna Berreiter (RC Berchtesgaden)                | Julia Taubitz (WSC Erzgebirge Oberwiesenthal)    | Cheyenne Rosenthal (BSC Winterberg)              |

## Doppelsitzer
| Naturbahn | Kunstbahn/ Natureisbahn | Kunsteisbahn |
| --------- | ----------------------- | ------------ |

| Datum                         | Ort                    | Meister                                                                                       | Vizemeister                                                                                   | Dritte                                                                            |
| ----------------------------- | ---------------------- | --------------------------------------------------------------------------------------------- | --------------------------------------------------------------------------------------------- | --------------------------------------------------------------------------------- |
| 1912                          | Ilmenau                | Artur von Osterroth (Rochlitz) Steinmann (Ilmenau)                                            |                                                                                               |                                                                                   |
| 1913 bis 1921 kein Wettbewerb |                        |                                                                                               |                                                                                               |                                                                                   |
| 1922                          | Braunlage              | Ferdinand Langer (Anninger Rodelverein Mödling) Theodor Potyka (Anninger Rodelverein Mödling) | Artur von Osterroth (Hamburg) Gerda von Osterroth (Hamburg)                                   | Devil (Oberhof) Rudolf Kauschka (DAV Reichenberg)                                 |
| 1923                          | Krummhübel             | Berthold Posselt (SK O. Kamitztal-Josepfstal) Richard Simm (DGV Dessendorf)                   | Hugo Mattern Alfred Mattern (Schreiberhau)                                                    | Haase Haase (Krummhübel)                                                          |
| 1924                          | Oybin                  | Fritz Posselt Hans Lorenz (DSV Neudorf a. N.)                                                 |                                                                                               |                                                                                   |
| 1925                          | Titisee                | Willi Händler (Brückenberg) Robert Liebig (Schreiberhau)                                      | Ferdinand Langer (Anninger Rodelverein Mödling) Theodor Potyka (Anninger Rodelverein Mödling) | Schüßler Kast                                                                     |
| 1926                          | Schreiberhau           | Willi Händler Robert Liebig (Brückenberg)                                                     | Ferdinand Langer (Anninger Rodelverein Mödling) Theodor Potyka (Anninger Rodelverein Mödling) |                                                                                   |
| 1926                          | Titisee                | Felicitas Hansch (Mödling) Fritz Scheuch (Frankfurt)                                          | Ferdinand Langer (Anninger Rodelverein Mödling) Theodor Potyka (Anninger Rodelverein Mödling) | Karl Horn (Oberwesel) Elisabeth Horn (Oberwesel)                                  |
| 1927                          | Schierke               | Walter Feist Richard Feist (Flinsberg)                                                        | Willi Händler (Krummhübel) Gustav Haase (Brückenberg)                                         | Robert Liebig (Schreiberhau) O. Paul (Schreiberhau)                               |
| 1927                          | Hahnenklee             | Willi Händler (Krummhübel) Gustav Haase (Brückenberg)                                         | Walter Feist Richard Feist (Flinsberg)                                                        | Pfiet Heinze (Harzburg)                                                           |
| 1928                          | Schliersee             | nicht ausgetragen                                                                             | nicht ausgetragen                                                                             | nicht ausgetragen                                                                 |
| 1928                          | Friedrichroda          | Johann Rosenbusch Senior Johann Rosenbusch Junior (Braunlage)                                 |                                                                                               |                                                                                   |
| 1929                          | Krummhübel             | Alfred Posselt Fritz Posselt (DSV Neudorf a. N.)                                              |                                                                                               |                                                                                   |
| 1929                          | Oybin                  | Walter Feist Richard Feist (Flinsberg)                                                        |                                                                                               |                                                                                   |
| 1930                          | Bad Harzburg           | Martin Tietze Kurt Weidner (Brückenberg)                                                      |                                                                                               |                                                                                   |
| 1930                          | Friedrichroda          | Wettbewerb witterungsbedingt ausgefallen                                                      | Wettbewerb witterungsbedingt ausgefallen                                                      | Wettbewerb witterungsbedingt ausgefallen                                          |
| 1931                          | Triberg                | Fritz Posselt (DSV Neudorf a. N.) Josef Kopal (Morchenstern)                                  |                                                                                               |                                                                                   |
| 1931                          | Wiesbaden, Hohe Wurzel | Martin Tietze Kurt Weidner (Brückenberg)                                                      |                                                                                               |                                                                                   |
| 1932                          | Bad Tölz               | nicht ausgetragen                                                                             | nicht ausgetragen                                                                             | nicht ausgetragen                                                                 |
| 1933                          | Schreiberhau           | Walter Feist Richard Feist (Flinsberg)                                                        |                                                                                               |                                                                                   |
| 1934                          | Krummhübel             | Heinrich Breiter Willi Händler (Brückenberg)                                                  |                                                                                               |                                                                                   |
| 1935                          | Schreiberhau           | Martin Tietze Willi Händler (Brückenberg)                                                     |                                                                                               |                                                                                   |
| 1936                          |                        | Wettbewerb ausgefallen                                                                        | Wettbewerb ausgefallen                                                                        | Wettbewerb ausgefallen                                                            |
| 1937                          | Oybin                  | Walter Feist Walter Kluge (Bad Flinsberg)                                                     |                                                                                               |                                                                                   |
| 1938                          | Brückenberg            | Martin Tietze Kurt Weidner (Brückenberg)                                                      |                                                                                               |                                                                                   |
| 1939                          |                        | Wettbewerb ausgefallen                                                                        | Wettbewerb ausgefallen                                                                        | Wettbewerb ausgefallen                                                            |
| 1940                          | Reichenberg            | Rudolf Maschke Erhard Grundmann (Rodelgilde „Jeschken“ Reichenberg)                           |                                                                                               |                                                                                   |
| 1941                          | Innsbruck-Igls         | Rudolf Maschke Erhard Grundmann (Rodelgilde „Jeschken“ Reichenberg)                           | Hans Bergmann Fritz Erner (Krummhübel)                                                        | Martin Tietze Kurt Weidner (Brückenberg)                                          |
| 1942 bis 1948 kein Wettbewerb |                        |                                                                                               |                                                                                               |                                                                                   |
| 1949                          | Garmisch-Partenkirchen | Rudolf Maschke (Garmisch-Partenkirchen) Albert Krauß (Hahnenklee)                             |                                                                                               |                                                                                   |
| 1950                          | Garmisch-Partenkirchen | Paul Aste Heinrich Isser (Österreich)                                                         |                                                                                               | Rudolf Maschke (Garmisch-Partenkirchen) Erhard Grundmann (Phoenix Karlsruhe)      |
| 1951                          | Hahnenklee             | Albert Krauß Kurt Weidner (Hahnenklee)                                                        |                                                                                               |                                                                                   |
| 1952                          | Hahnenklee             | Hans Kraußner Luis Schlögl (Österreich)                                                       |                                                                                               |                                                                                   |
| 1953                          | Schliersee             | Hans Kraußner Marie Isser (Österreich)                                                        |                                                                                               |                                                                                   |
| 1954                          | Triberg                | Josef Mayr Kurt Estner (Schliersee)                                                           |                                                                                               |                                                                                   |
| 1955                          | Oberhof                | Walter Feist Hermann Ohlendorf (Ilsenburg)                                                    | Albert Krauß (Goßlar) Lutz Thümmler (SG Hahnenklee)                                           |                                                                                   |
| 1956                          | Hahnenklee             | Josef Mayr (Schliersee) Lenz Raischel (Rottach)                                               | Horst Tiedge (SC Motor Zella-Mehlis) Herbert Schneider (SC Motor Zella-Mehlis)                | Fritz Nachmann Josef Strillinger (Rottach-Egern)                                  |
| 1957                          | Garmisch-Partenkirchen | Josef Mayr (Schliersee) Lenz Raischel (Rottach)                                               |                                                                                               |                                                                                   |
| 1958                          | Triberg                | Horst Tiedge (B.C. Hinterzarten) Helga Müller (WSV Bad Sachsa)                                | Fritz Nachmann Josef Strillinger (Rottach-Egern)                                              |                                                                                   |
| 1959                          | Triberg                | Josef Lenz Nepomuk Beer (WSV Königssee)                                                       |                                                                                               |                                                                                   |
| 1960                          | Garmisch-Partenkirchen | Fritz Nachmann Josef Strillinger (Rottach-Egern)                                              |                                                                                               |                                                                                   |
| 1961                          | Königssee              | Wolfgang Winkler Leonhard Eham (Rottach-Egern)                                                |                                                                                               |                                                                                   |
| 1962                          | Königssee              | Josef Fleischmann Josef Hasenkopf (WSV Königssee)                                             |                                                                                               |                                                                                   |
| 1963                          | Hahnenklee             | Josef Lenz Josef Fleischmann (WSV Königssee)                                                  |                                                                                               |                                                                                   |
| 1964                          | Königssee              | Wolfgang Winkler (Rottach) Hans Plenk (RC Berchtesgaden)                                      |                                                                                               |                                                                                   |
| 1965                          | Hahnenklee             | Hans Plenk (RC Berchtesgaden) Josef Hasenkopf (WSV Königssee)                                 |                                                                                               | Otto-Bernd Hoppe Klaus Borchers (WSV Braunlage)                                   |
| 1966                          | Königssee              | Wolfgang Winkler Fritz Nachmann (Rottach-Egern)                                               |                                                                                               |                                                                                   |
| 1967                          | Königssee              | Wolfgang Winkler Fritz Nachmann (Rottach-Egern)                                               |                                                                                               |                                                                                   |
| 1968                          | Hahnenklee             | Hans Plenk (RC Berchtesgaden) Bernhard Aschauer (WSV Königssee)                               |                                                                                               |                                                                                   |
| 1969                          | Königssee              | Leonhard Nagenrauft Hans Wimmer (RC Berchtesgaden)                                            |                                                                                               |                                                                                   |
| 1970                          | Hahnenklee             | Martin Köck Albert Ertelt (Rottach-Egern)                                                     |                                                                                               |                                                                                   |
| 1971                          | Schlehdorf             | Hans Brandner (RC Berchtesgaden) Balthasar Schwarm (Feilnach)                                 |                                                                                               |                                                                                   |
| 1972                          | Königssee              | Hans Brandner (RC Berchtesgaden) Balthasar Schwarm (Feilnach)                                 |                                                                                               |                                                                                   |
| 1973                          | Schlehdorf             | Hans Brandner (RC Berchtesgaden) Balthasar Schwarm (Feilnach)                                 |                                                                                               |                                                                                   |
| 1974                          | Königssee              | Peter Reichenwallner Rudolf Größwang (RC Berchtesgaden)                                       |                                                                                               |                                                                                   |
| 1975                          | Königssee              | Hans Brandner (RC Berchtesgaden) Balthasar Schwarm (MTV 1885 Rosenheim)                       |                                                                                               |                                                                                   |
| 1976                          | Königssee              | Stefan Hölzlwimmer (WSV Königssee) Rudolf Größwang (RC Berchtesgaden)                         |                                                                                               |                                                                                   |
| 1977                          | Königssee              | Hans Brandner (RC Berchtesgaden) Balthasar Schwarm (MTV 1885 Rosenheim)                       |                                                                                               |                                                                                   |
| 1978                          | Königssee              | Stefan Hölzlwimmer (WSV Königssee) Rudolf Größwang (RC Berchtesgaden)                         |                                                                                               |                                                                                   |
| 1979                          | Königssee              | Hans Brandner (RC Berchtesgaden) Balthasar Schwarm (MTV 1885 Rosenheim)                       |                                                                                               |                                                                                   |
| 1980                          | Königssee              | Hans Brandner (RC Berchtesgaden) Balthasar Schwarm (MTV 1885 Rosenheim)                       | Anton Winkler Anton Wembacher (RC Berchtesgaden)                                              | Hans Stanggassinger Franz Wembacher (RC Berchtesgaden)                            |
| 1981                          | Winterberg             | Hans Stanggassinger Franz Wembacher (RC Berchtesgaden)                                        |                                                                                               |                                                                                   |
| 1982                          | Königssee              | Hans Stanggassinger Franz Wembacher (RC Berchtesgaden)                                        |                                                                                               |                                                                                   |
| 1983                          | Winterberg             | Johannes Schettel (BRC Dortmund) Wolfgang Staudinger (RC Berchtesgaden)                       | Hans Stanggassinger Franz Wembacher (RC Berchtesgaden)                                        | Stefan Fischer Max Burghartswieser (RC Berchtesgaden)                             |
| 1984                          | Königssee              | Hans Stanggassinger Franz Wembacher (RC Berchtesgaden)                                        |                                                                                               |                                                                                   |
| 1985                          | Winterberg             | Stefan Fischer Max Burghartswieser (RC Berchtesgaden)                                         | Bernd Paffe Meinhard Schinner (Hallenberg)                                                    | Thomas Schwab Wolfgang Staudinger (RC Berchtesgaden)                              |
| 1986                          | Königssee              | Stefan Ilsanker Georg Hackl (RC Berchtesgaden)                                                | Thomas Schwab Wolfgang Staudinger (RC Berchtesgaden)                                          | Uwe Reindl (WSV Königssee) Max Burghartswieser (RC Berchtesgaden)                 |
| 1987                          | Winterberg             | Stefan Ilsanker Georg Hackl (RC Berchtesgaden)                                                | Hermann Müller (Schliersee) Daniel Schubert (WSV Königssee)                                   | Uwe Reindl (WSV Königssee) Max Burghartswieser (RC Berchtesgaden)                 |
| 1988                          | Königssee              | Thomas Schwab Wolfgang Staudinger (RC Berchtesgaden)                                          | Norbert Rosenberger Rudolf Größwang (RC Berchtesgaden)                                        | Jörg Buck (WSV Königssee) Christoph Masters (RC Berchtesgaden)                    |
| 1989                          | Winterberg             | Stefan Ilsanker Georg Hackl (RC Berchtesgaden)                                                | Thomas Schwab Wolfgang Staudinger (RC Berchtesgaden)                                          | Norbert Rosenberger Daniel Schubert (WSV Königssee)                               |
| 1990                          | Winterberg             | Stefan Ilsanker Georg Hackl (RC Berchtesgaden)                                                | Norbert Rosenberger Daniel Schubert (WSV Königssee)                                           | Mario Langenhan Rudolf Größwang                                                   |
| 1991                          | Königssee              | Stefan Krauße Jan Behrendt (BSR Rennsteig Oberhof)                                            | Jörg Hoffmann Jochen Pietzsch (Oberhof)                                                       | Frank-Peter Barnekow Sandro Zettl (Zinnwald)                                      |
| 1992                          | Winterberg             | Stefan Krauße Jan Behrendt (BSR Rennsteig Oberhof)                                            | Norbert Rosenberger Rudolf Größwang (RC Berchtesgaden)                                        | Frank-Peter Barnekow Sandro Zettl (Zinnwald)                                      |
| 1993                          | Oberhof                | Steffen Skel Steffen Wöller (BSC Winterberg)                                                  | Stefan Krauße Jan Behrendt (BSR Rennsteig Oberhof)                                            | Mike Paulin Karsten Lindner (WSC Erzgebirge Oberwiesenthal)                       |
| 1994                          | Königssee              | Yves Mankel Thomas Rudolph (BSC Winterberg)                                                   | Stefan Krauße Jan Behrendt (BSR Rennsteig Oberhof)                                            | Steffen Skel Steffen Wöller (BSC Winterberg)                                      |
| 1995                          | Winterberg             | Stefan Krauße Jan Behrendt (BSR Rennsteig Oberhof)                                            | Steffen Skel Steffen Wöller (BSC Winterberg)                                                  | Yves Mankel Thomas Rudolph (BSC Winterberg)                                       |
| 1996                          | Altenberg              | Yves Mankel Thomas Rudolph (BSC Winterberg)                                                   | Steffen Skel Steffen Wöller (BSC Winterberg)                                                  | Frank-Peter Barnekow Sandro Zettl (Zinnwald)                                      |
| 1997                          | Winterberg             | Stefan Krauße Jan Behrendt (BSR Rennsteig Oberhof)                                            | Steffen Skel Steffen Wöller (BSC Winterberg)                                                  | Patric Leitner (WSV Königssee) Thorsten Ludewig (RT Berchtesgaden)                |
| 1998                          | Oberhof                | Stefan Krauße Jan Behrendt (BSR Rennsteig Oberhof)                                            | André Florschütz (Oberhof) Torsten Wustlich (WSC Erzgebirge Oberwiesenthal)                   | Steffen Skel Steffen Wöller (BSC Winterberg)                                      |
| 1999                          | Königssee              | Patric Leitner (WSV Königssee) Alexander Resch (RT Berchtesgaden)                             | Steffen Skel Steffen Wöller (BSC Winterberg)                                                  | André Florschütz (Oberhof) Torsten Wustlich (WSC Erzgebirge Oberwiesenthal)       |
| 2000                          | Oberhof                | Steffen Skel Steffen Wöller (BSC Winterberg)                                                  | Sebastian Schmidt André Forker (Altenberg)                                                    | Maik Sachse (Ilmenau) Nico Zink (Oberhof)                                         |
| 2001                          | Königssee              | André Florschütz (Oberhof) Torsten Wustlich (WSC Erzgebirge Oberwiesenthal)                   | Sebastian Schmidt André Forker (Altenberg)                                                    | Steffen Reuter Denis Knössel                                                      |
| 2002                          | Altenberg              | Sebastian Schmidt André Forker (Altenberg)                                                    | André Florschütz (Oberhof) Torsten Wustlich (WSC Erzgebirge Oberwiesenthal)                   | Steffen Skel Steffen Wöller (BSC Winterberg)                                      |
| 2003                          | Winterberg             | Patric Leitner (WSV Königssee) Alexander Resch (RT Berchtesgaden)                             | André Florschütz (Oberhof) Torsten Wustlich (WSC Erzgebirge Oberwiesenthal)                   | Sebastian Schmidt André Forker (Altenberg)                                        |
| 2004                          | Oberhof                | Steffen Skel Steffen Wöller (BSC Winterberg)                                                  | André Florschütz (Oberhof) Torsten Wustlich (WSC Erzgebirge Oberwiesenthal)                   | Patric Leitner (WSV Königssee) Alexander Resch (RT Berchtesgaden)                 |
| 2005                          | Königssee              | André Florschütz (Friedrichroda) Torsten Wustlich (WSC Erzgebirge Oberwiesenthal)             | Marcel Lorenz Christian Baude (Oberhof)                                                       | Tobias Wendl (RT Berchtesgaden) Tobias Arlt (WSV Königssee)                       |
| 2006                          | Oberhof                | Sebastian Schmidt André Forker (Altenberg)                                                    | Patric Leitner (WSV Königssee) Alexander Resch (RT Berchtesgaden)                             | André Florschütz (Friedrichroda) Torsten Wustlich (WSC Erzgebirge Oberwiesenthal) |
| 2007                          | Altenberg              | Patric Leitner (WSV Königssee) Alexander Resch (RT Berchtesgaden)                             | Sebastian Schmidt André Forker (Altenberg)                                                    | Tobias Wendl (RT Berchtesgaden) Tobias Arlt (WSV Königssee)                       |
| 2008                          | Oberhof                | Patric Leitner (WSV Königssee) Alexander Resch (RT Berchtesgaden)                             | André Florschütz (Oberhof) Torsten Wustlich (WSC Erzgebirge Oberwiesenthal)                   | Tobias Wendl (RT Berchtesgaden) Tobias Arlt (WSV Königssee)                       |
| 2009                          | Königssee              | Patric Leitner (WSV Königssee) Alexander Resch (RT Berchtesgaden)                             | André Florschütz (Oberhof) Torsten Wustlich (WSC Erzgebirge Oberwiesenthal)                   | Toni Eggert (Oberhof) Marcel Oster (RT Suhl)                                      |
| 2010                          | Winterberg             | André Florschütz (Friedrichroda) Torsten Wustlich (WSC Erzgebirge Oberwiesenthal)             | Tobias Wendl (RT Berchtesgaden) Tobias Arlt (WSV Königssee)                                   | Ronny Pietrasik (Altenberg) Christian Weise (WSC Erzgebirge Oberwiesenthal)       |
| 2011                          | Oberhof                | Tobias Wendl (RT Berchtesgaden) Tobias Arlt (WSV Königssee)                                   | Toni Eggert (Oberhof) Sascha Benecken (RT Suhl)                                               | Ronny Pietrasik (Altenberg) Christian Weise (WSC Erzgebirge Oberwiesenthal)       |
| 2012                          | Altenberg              | Tobias Wendl (RT Berchtesgaden) Tobias Arlt (WSV Königssee)                                   | Toni Eggert (BRC 05 Friedrichroda) Sascha Benecken (RT Suhl)                                  | Ronny Pietrasik (Altenberg) Christian Weise (WSC Erzgebirge Oberwiesenthal)       |
| 2013                          | Königssee              | Tobias Wendl (RT Berchtesgaden) Tobias Arlt (WSV Königssee)                                   | Toni Eggert (BRC Ilsenburg) Sascha Benecken (RT Suhl)                                         | Daniel Rothamel (TSV Zella-Mehlis) Toni Förtsch (BSC Winterberg)                  |
| 2014                          | Winterberg             | Toni Eggert (BRC Ilsenburg) Sascha Benecken (RT Suhl)                                         | Daniel Rothamel (TSV Zella-Mehlis) Toni Förtsch (Sonneberg/Schalkau)                          | Robin Geueke (Fredeburg) David Gamm (BSC Winterberg)                              |
| 2015                          | Oberhof                | Toni Eggert (BRC Ilsenburg) Sascha Benecken (RT Suhl)                                         | Tobias Wendl (RT Berchtesgaden) Tobias Arlt (WSV Königssee)                                   | Nico Grüßner (RRC Waltershausen) Chris Rohmeiß (TSV Zella-Mehlis)                 |
| 2016                          | Königssee              | Tobias Wendl (RT Berchtesgaden) Tobias Arlt (WSV Königssee)                                   | Toni Eggert (BRC Ilsenburg) Sascha Benecken (RT Suhl)                                         | Robin Geueke (Fredeburg) David Gamm (BSC Winterberg)                              |
| 2017                          | Altenberg              | Toni Eggert (BRC Ilsenburg) Sascha Benecken (BRC Ilsenburg)                                   | Tobias Wendl (RT Berchtesgaden) Tobias Arlt (WSV Königssee)                                   | Robin Geueke (BSC Winterberg) David Gamm (BSC Winterberg)                         |
| 2018                          | Winterberg             | Robin Geueke (BSC Winterberg) David Gamm (BSC Winterberg)                                     | Tobias Wendl (RT Berchtesgaden) Tobias Arlt (WSV Königssee)                                   | Florian Löffler (RSV Sonneberg/Schalkau) Florian Berkes (RSV Sonneberg/Schalkau)  |
| 2019                          | Oberhof                | Toni Eggert (BRC Ilsenburg) Sascha Benecken (RT Suhl)                                         | Tobias Wendl (RT Berchtesgaden) Tobias Arlt (WSV Königssee)                                   | Robin Geueke (BSC Winterberg) David Gamm (BSC Winterberg)                         |
| 2020                          | Königssee              | Tobias Wendl (RT Berchtesgaden) Tobias Arlt (WSV Königssee)                                   | Toni Eggert (BRC Ilsenburg) Sascha Benecken (RT Suhl)                                         | Robin Geueke (BSC Winterberg) David Gamm (BSC Winterberg)                         |
| 2021                          | Altenberg              | Toni Eggert (BRC Ilsenburg) Sascha Benecken (RT Suhl)                                         | Tobias Wendl (RT Berchtesgaden) Tobias Arlt (WSV Königssee)                                   | Robin Geueke (BSC Winterberg) David Gamm (BSC Winterberg)                         |
| 2022                          | Oberhof                | Tobias Wendl (RT Berchtesgaden) Tobias Arlt (WSV Königssee)                                   | Toni Eggert (BRC Ilsenburg) Sascha Benecken (RT Suhl)                                         | Hannes Orlamünder (RRC Zella-Mehlis) Paul Gubitz (RRC Zella-Mehlis)               |

## Frauen-Doppelsitzer
| Datum | Ort        | Meisterinnen                                                           | Vizemeisterinnen                                          | Dritte |
| ----- | ---------- | ---------------------------------------------------------------------- | --------------------------------------------------------- | ------ |
| 1929  | Krummhübel | Margarethe Pfaue Elli Winkler (Schierke)                               |                                                           |        |
| 2022  | Oberhof    | Jessica Degenhardt (RRC Altenberg) Cheyenne Rosenthal (BSC Winterberg) | Elisa Storch (RT Suhl) Elia Reitmeier (Rodelclub Ilmenau) |        |

## Teamstaffel
| Datum | Ort        | Meister                                                               | Vizemeister                                                        | Dritte                                                           |
| ----- | ---------- | --------------------------------------------------------------------- | ------------------------------------------------------------------ | ---------------------------------------------------------------- |
| 2012  | Altenberg  | Natalie Geisenberger Felix Loch Tobias Wendl & Tobias Arlt            | Tatjana Hüfner David Möller Toni Eggert & Sascha Benecken          | Anke Wischnewski Ralf Palik Ronny Pietrasik & Christian Weise    |
| 2013  | Königssee  | Natalie Geisenberger Julian von Schleinitz Tobias Wendl & Tobias Arlt | Anke Wischnewski Ralf Palik Julius Löffler & Florian Küchler       | Dajana Eitberger David Möller Toni Eggert & Sascha Benecken      |
| 2014  | Winterberg | Tatjana Hüfner Felix Loch Toni Eggert & Sascha Benecken               | Dajana Eitberger Julian von Schleinitz Robin Geueke & David Gamm   | Saskia Langer Ralf Palik Tim Brendel & Florian Funk              |
| 2015  | Oberhof    | kein Wettbewerb                                                       | kein Wettbewerb                                                    | kein Wettbewerb                                                  |
| 2016  | Königssee  | Natalie Geisenberger Felix Loch Tobias Wendl & Tobias Arlt            | Tatjana Hüfner Ralf Palik Toni Eggert & Sascha Benecken            | Lisa Völker Johannes Ludwig Robin Geueke & David Gamm            |
| 2017  | Altenberg  | Natalie Geisenberger Felix Loch Tobias Wendl & Tobias Arlt            | Jessica Tiebel Ralf Palik Nico Semmler & Johannes Pfeiffer         | Tatjana Hüfner Sebastian Bley Julius Löffler & Florian Berkes    |
| 2018  | Winterberg | Natalie Geisenberger Felix Loch Tobias Wendl & Tobias Arlt            | Cheyenne Rosenthal Christian Paffe Robin Geueke & David Gamm       | Dajana Eitberger Johannes Ludwig Julius Löffler & Florian Berkes |
| 2019  | Oberhof    | Julia Taubitz Sebastian Bley Toni Eggert & Sascha Benecken            | Jessica Tiebel Moritz Bollmann Hannes Orlamünder & Paul Gubitz     | nicht vergeben, da nur zwei Teamstaffeln das Ziel erreichten     |
| 2020  | Königssee  | Natalie Geisenberger Felix Loch Tobias Wendl & Tobias Arlt            | Julia Taubitz Johannes Ludwig Hannes Orlamünder & Paul Gubitz      | Cheyenne Rosenthal Chris Eißler Robin Geueke & David Gamm        |
| 2021  | Altenberg  | Julia Taubitz Johannes Ludwig Toni Eggert & Sascha Benecken           | Jessica Degenhardt Moritz Bollmann Hannes Orlamünder & Paul Gubitz | Cheyenne Rosenthal Max Langenhan Robin Geueke & David Gamm       |
| 2022  | Oberhof    | Dajana Eitberger Felix Loch Tobias Wendl & Tobias Arlt                | Julia Taubitz Max Langenhan Toni Eggert & Sascha Benecken          | Anna Berreiter Sebastian Bley Hannes Orlamünder & Paul Gubitz    |